# Nekrolog 1429
Nekrolog
◄◄
| ◄
| 1425
| 1426
| 1427
| 1428
| 1429 | 1430 | 1431 | 1432 | 1433 | ► | ►►
Weitere Ereignisse | Allgemeiner Nekrolog 1429
Die Beschreibung der verstorbenen Person sollte so kurz wie möglich gehalten sein und nur deren signifikante Tätigkeit(en) enthalten.
Neue Namen ggf. auch unter dem Geburts- und Sterbedatum, also etwa unter 1. Januar und im Geburts- und Sterbejahr (2024) eintragen (nur bei entsprechender großer Wichtigkeit). Für Beispiele siehe die schon vorhandenen Artikel.
Außerdem über die fünf zuletzt Verstorbenen, zu denen es einen ausreichend guten Artikel für eine Präsentation auf der Hauptseite gibt, nach der todesbedingten Überarbeitung der Artikel ggf. auch unter Wikipedia Diskussion:Hauptseite informieren und sie am besten auch in den anderen Wikipedia-Sprachversionen eintragen. Tipp: Regelmäßig bei news.google.de nach „ist tot“, „gestorben“ oder „verstorben“ suchen.
Wenn eine Person gestorben ist, gibt es viele Seiten zu dieser Person in der Wikipedia, die davon auch betroffen sind und entsprechend aktualisiert werden müssen. Beispiele: Namenübersichtsseite, Geburtsjahr, Geburtsort-Seiten und viele mehr.
Wie finde ich die betroffenen Seiten?
Im Suchfeld auf der linken Seite gibt man den Suchbegriff so ein: „Vorname Nachname“. Dann klickt man auf Volltext und alle Seiten mit entsprechendem Suchtext werden aufgerufen. Hier sieht man dann schnell, wo auch das Todesjahr Sinn macht oder sogar ein Teil des Artikels angepasst werden muss. Auch hilft das „Werkzeug“ auf der linken Seite sehr gut, um solche Seiten aufzufinden: „Links auf diese Seite“. Somit ist die Wikipedia wieder aktuell in allen Bereichen! Hinweis: bei Eintragung der Kategorie „Gestorben JAHR“ wird der Missbrauchsfilter 49 ausgelöst, was jedoch nicht schlimm ist. Siehe: Spezial:Missbrauchsfilter/49
Dies ist eine Liste von im Jahr 1429 verstorbenen bekannten Persönlichkeiten. Die Einträge erfolgen innerhalb der einzelnen Daten alphabetisch sortiert. Tiere sind im Nekrolog für Tiere zu finden.

## Februar
| Tag        | Name                         | Beruf, bekannt als                                | Alter | Beleg |
| ---------- | ---------------------------- | ------------------------------------------------- | ----- | ----- |
| 8. Februar | Eberhard IV. von Starhemberg | Erzbischof von Salzburg                           |       |       |
| Februar    | Peter von Prachatitz         | böhmisch-österreichischer Architekt und Steinmetz |       |       |

## März
| Tag     | Name                   | Beruf, bekannt als                                                 | Alter | Beleg |
| ------- | ---------------------- | ------------------------------------------------------------------ | ----- | ----- |
| 4. März | Andronikos Palaiologos | byzantinischer Despot von Thessaloniki, Sohn von Kaiser Manuel II. |       |       |

## Mai
| Tag    | Name           | Beruf, bekannt als                       | Alter | Beleg |
| ------ | -------------- | ---------------------------------------- | ----- | ----- |
| 7. Mai | Friedrich Deys | Bischof von Lavant, Bischof von Chiemsee |       |       |

## Juni
| Tag      | Name                         | Beruf, bekannt als                                              | Alter | Beleg |
| -------- | ---------------------------- | --------------------------------------------------------------- | ----- | ----- |
| 3. Juni  | Johann II. von Heideck       | Fürstbischof von Eichstätt                                      |       |       |
| 15. Juni | Paulus Venetus               | italienischer Philosoph und Theologe                            |       |       |
| 19. Juni | Heinrich III. von Wangelin   | Bischof von Schwerin und erster Kanzler der Universität Rostock |       |       |
| 22. Juni | Dschamschid Masʿud al-Kaschi | persischer Arzt, Mathematiker und Astronom des Hochmittelalters |       |       |
| Juni     | Heinrich von Wernigerode     | Graf von Wernigerode                                            |       |       |

## Juli
| Tag      | Name                        | Beruf, bekannt als                                                                  | Alter | Beleg |
| -------- | --------------------------- | ----------------------------------------------------------------------------------- | ----- | ----- |
| 2. Juli  | Philipp I.                  | Graf von Nassau-Weilburg und Nassau-Saarbrücken                                     |       |       |
| 4. Juli  | Carlo I. Tocco              | Pfalzgraf von Kefalonia und Zakynthos, Herzog von Leukadia, Despot/Fürst von Epirus |       |       |
| 12. Juli | Jean Gerson                 | Theologe                                                                            | 65    |       |
| 12. Juli | Meister des Palanter Altars | deutscher Maler der Gotik                                                           |       |       |

## August
| Tag        | Name                | Beruf, bekannt als                       | Alter | Beleg |
| ---------- | ------------------- | ---------------------------------------- | ----- | ----- |
| 9. August  | Jakobellus von Mies | hussitischer Priester und Schriftsteller |       |       |
| 11. August | Simon IV.           | Herr von Lippe (1415–1429)               |       |       |

## September
| Tag           | Name                   | Beruf, bekannt als                                             | Alter | Beleg |
| ------------- | ---------------------- | -------------------------------------------------------------- | ----- | ----- |
| 16. September | Kaspar von Schaumberg  | deutscher Benediktinerabt                                      |       |       |
| 22. September | Johannes Duttlinger    | Abt im Kloster St. Blasien                                     |       |       |
| 28. September | Cimburgis von Masowien | Herzogin von Österreich; Stammmutter aller späteren Habsburger |       |       |

## Dezember
| Tag          | Name                                  | Beruf, bekannt als                                  | Alter | Beleg |
| ------------ | ------------------------------------- | --------------------------------------------------- | ----- | ----- |
| 6. Dezember  | Ibn al-Dschazarī                      | islamischer Rechts- und Korangelehrter              | 79    |       |
| 8. Dezember  | Janusz I. Starszy                     | Fürst von Warschau                                  |       |       |
| 16. Dezember | Buonaccorso da Montemagno der Jüngere | italienischer Gelehrter der Renaissance und Dichter |       |       |

## Datum unbekannt
| Tag | Name                           | Beruf, bekannt als                                    | Alter | Beleg |
| --- | ------------------------------ | ----------------------------------------------------- | ----- | ----- |
|     | Alexios IV.                    | Kaiser von Trapezunt                                  |       |       |
|     | Boček III. von Podiebrad       | böhmisch-mährischer Adliger und Anhänger der Hussiten |       |       |
|     | Emir Sultan                    | Nachfahre des 12. Imām Muḥammad Al-Maḥdi              |       |       |
|     | Hacı Bayram-i Veli             | sufischer Gelehrter und Heiliger                      |       |       |
|     | Heinrich der Ältere von Plauen | Hochmeister des Deutschen Ordens                      |       |       |
|     | Hermann von Sulz               | deutscher Adliger, Graf, Landvogt und Hauptmann       |       |       |
|     | Isaak                          | Negus Negest (Kaiser) von Äthiopien                   |       |       |
|     | Giovanni di Bicci de’ Medici   | Begründer der Bankdynastie der Medici                 |       |       |
|     | Phommathat                     | König des Königreiches Lan Chang                      |       |       |
|     | William Stephani               | schottischer Geistlicher, Bischof von Dunblane        |       |       |
|     | Taromai                        | König von Nanzan                                      |       |       |